# Krupá (district de Kolín)
Pour les articles homonymes, voir Krupá.
Krupá (en allemand : Kraupa) est une commune du district de Kolín, dans la région de Bohême-Centrale, en République tchèque. Sa population s'élevait à 402 habitants en 2020.

## Géographie
Krupá se trouve à 6,5 km au sud-sud-est de Český Brod, à 23,6 km à l'ouest de Kolín et à 33 km à l'est-sud-est du centre de Prague.
La commune est limitée par Přistoupim au nord-ouest, par Kšely au nord-est, par Vitice à l'est et au sud-est, et par Kostelec nad Černými lesy au sud et à l'ouest.

## Histoire
La première mention écrite de la localité date de 1340.

## Administration
La commune se compose de deux quartiers :
- Krupá
- Syneč

## Transports
Par la route, Krupá se trouve à 8,5 km de Český Brod, à 28 km de Kolín et à 50 km de Prague.